# Micrathetis dasaradella
Micrathetis dasaradella är en fjärilsart som beskrevs av Embrik Strand 1921. Micrathetis dasaradella ingår i släktet Micrathetis och familjen nattflyn. Inga underarter finns listade i Catalogue of Life.